# Privatbrauerei Schlumberger
Privatbrauerei Schlumberger KG ist eine Brauerei in Nattheim, Baden-Württemberg. Sie produziert jährlich rund 42.000 hl Bier.

## Geschichte
In einem württembergischen Gesetz mit Unterschrift vom 11. Januar 1770 wird eine für „Marquetender, dem Brauhaus zu Nattheim und den Lotterien“ getroffenene Regelung beschrieben, bei der nicht nur die „in Anno 1761 cedirte Brau-Gerechtigkeit“ für den „Tafern-Wirth zu Nattheim“ erwähnt wird, sondern auch seine Freistellung von den hierfür üblichen Steuerabgaben: „So solle das auf der Braustadt zu Nattheim erzeugte, und daselbst auszapfende Bier von der Accis-Abgabe … frey bleiben“.
1844 wird dann in der Beschreibung des Oberamts Heidenheim – Herausgegeben von dem Königlich statistisch-topographischen Büreau die Nattheimer Brauerei erwähnt als „Eine Schildwirthschaft und eine Bierbrauerei sind begünstigt durch die Frequenz der Landstraße.“
Am 12. September 1847 erwarb der Bierbrauer Leonhard Schlumberger (1817–1879) aus Hohenmemmingen diese ehemalige herzogliche Taverne Zum Ochsen in Nattheim. Dieser Kauf gilt als Gründung der Privatbrauerei. Sein Sohn Martin Schlumberger (1849–1900) ließ ein neues Brauhaus am heutigen Standort an der Hauptstraße errichten. Bis heute ist die Brauerei im Besitz der Familie Schlumberger. 2001 wurde ein neues Geschäftshaus an der Heidenheimer Straße erbaut.

## Biere (Auswahl)
Die Brauerei nutzt die Wortmarke „Ochsenbräu“ für ihre Erzeugnisse.
- Schwarzer Ochs
- Oechsle
- Spezial
- Bierchen (Schankbier)